# Cephalaria anatolica
Cephalaria anatolica là một loài thực vật có hoa trong họ Kim ngân. Loài này được Shkhiyan mô tả khoa học đầu tiên năm 1970.